# Сігурд Перстень
Сігурд I Перстень або Кільце (Sigurðr hringr; ? — близько 770) — напівлегендарний конунг Свеаланда та Данії у 750—770 роках.

## Життєпис
Походив з роду Скьйольдунгів та був пов'язаний з династію Інглінгів. Син Рандвара Радбартсона (Валдарсона), що був конунгом Готланда, згодом Гардарикі — був засновником Альдейгьюборга (Старої Русси). Ймовірно намагався стати конунгом Уппсали та усього Свеаланда. Щодо цього існують розбіжності: одні дослідники вважають, що Рандвер зміг стати головним конунгом свеїв, за іншими гіпотезами — залишався в Гардарикі. Про місце й дату народження Сігурда замало відомостей, відповідно до однієї з саг — близько 705 року. Після смерті батька Сігурд став конунгом Альдейгьюборга, але вирішив боротися за владу Свеаланді.
Близько 750 року виступив проти свого стрийка — дансько-свейського конунга Гаральда Боєзуба, якого переміг у битві при Браваллі або Бравеллірі в Естергьотланді. Після цього стає конунгом Данії. Того ж року переміг Ейстейна, сина Гаральда Боєзуба, який отаборився в Упсалі. Внаслідок цього Сігурда оголошено великим конунгом Свеаланда. Саксон Граматик у своїх «Діяннях данів» вказує, що Сігурд був продовжувачем династії Інглінгів.
Здійснював походи проти балтійських племен, до Готланду, вендів. У праці Гельмольда «Хроніка слов'ян» йменується Сівардом (саксонський аналог ім'я Сігурд). Там йдеться, що венди (слов'яни) не лише відбили напад конунга, а й здійснювали успішні грабіжницькі атаки на його володіння в Ютландії та на о. Фюн.
Панував доволі довго. За легендою на схилі років він закохався в молоду дівчину Альвсоль, проте її родичі були проти шлюбу. Сігурд напав на братів Альвсоль, але був смертельно поранений у бою. Потенційна наречена на той час уже була мертва: не бажаючи виходити заміж за старого, вона випила отруту.

## Родина
Дружина — Альгільда, донька Альфа, конунга Альвхейм
Діти:
- Рагнар Лодброк, конунг у 770—796 роках